# Mario Conte
Mario Conte (n. 20 iulie 1979, Treviso, Veneto, Italia) este un politician italian.